# Чанкири (провінція)
Чанкири́ (тур. Çankiri) — провінція в Туреччині, розташована в регіоні Центральна Анатолія. Столиця — Чанкири.
| Туреччина | Це незавершена стаття з географії Туреччини. Ви можете допомогти проєкту, виправивши або дописавши її. |